# Клетино (Рязанская область)
Клетино — деревня в России, расположена в Касимовском районе Рязанской области. Является административным центром Клетинского сельского поселения.

## Географическое положение
Деревня Клетино расположена примерно в 14 км к северо-западу от центра города Касимова у впадения реки Гусь в Оку. Ближайшие населённые пункты — село Даньково к северу, посёлок Сынтул к востоку и село Погост к западу.

## История
Деревня отмечена на картах XVIII века под названием Калитина.
В 1905 году деревня относилась к Подгородной волости Касимовского уезда и имела 91 двор при численности населения 562 чел.
В 1918 г. в деревне была основана Клетинская судоверфь, занимавшаяся изготовлением деревянных барж, называвшихся "гусянами". В начале 60-х годов XX века предприятие было перепрофилировано на изготовление аварийно-ремонтных машин для Минжилкомхоза РСФСР. В 1972 году Клетинская судоверфь переименована в Клетинский машиностроительный завод. 

## Население
| 1859 | 1897 | 1906 | 2010 | 2012 | 2013 | 2014 |
| ---- | ---- | ---- | ---- | ---- | ---- | ---- |
| 347  | ↗559 | ↗562 | ↗911 | ↘888 | ↗897 | ↘880 |
| 2015 | 2016 | 2017 | 2018 | 2019 | 2020 | 2021 |
| ↘870 | ↘853 | ↘843 | ↘825 | ↘816 | ↘812 | ↗962 |

## Экономика
В деревне расположен Клетинский машиностроительный завод, выпускающий авторемонтные мастерские и сельскохозяйственную технику, и лесопильный завод Бельковского лесокомбината.

## Транспорт и связь
Деревня соединена с районным центром асфальтированной дорогой с регулярным автобусным сообщением.
В деревне находилась пристань Забелино (в настоящее время закрыта).
В деревне имеется одноимённое сельское отделение почтовой связи (индекс 391361).
Деревня входит в зону покрытия сотовых операторов Билайн, МТС, МегаФон и Tele2.

## Известные уроженцы
Маркин, Евгений Фёдорович (1938—1979) - поэт.